# Jean-Marie Fugère
Pour les articles homonymes, voir Fugère.
Jean-Marie Fugère, dit Joanny Fugère, est un dessinateur, graveur à l’eau-forte et au burin, et lithographe français né à Lyon le 28 avril 1818, mort à Lyon le 1er janvier 1882.

## Biographie
Jean-Marie Fugère est l'aîné des trois fils (tous trois œuvreront dans l'imprimerie à Lyon) de Noël Fugère (1784-1862), ancien soldat des guerres de l'Empire qui s'installe graveur en taille-douce, puis également lithographe, à compter de 1814, à Lyon.
Il est, de 1833 à 1839, l’élève de Victor Vibert, à l'École nationale supérieure des beaux-arts de Lyon. En 1839, âgé de 21 ans, il monte se perfectionner à Paris avant son retour à Lyon où, à compter de 1845 et trente années durant, il exerce la vocation de graveur chez Louis Perrin.

## Contributions bibliophiliques

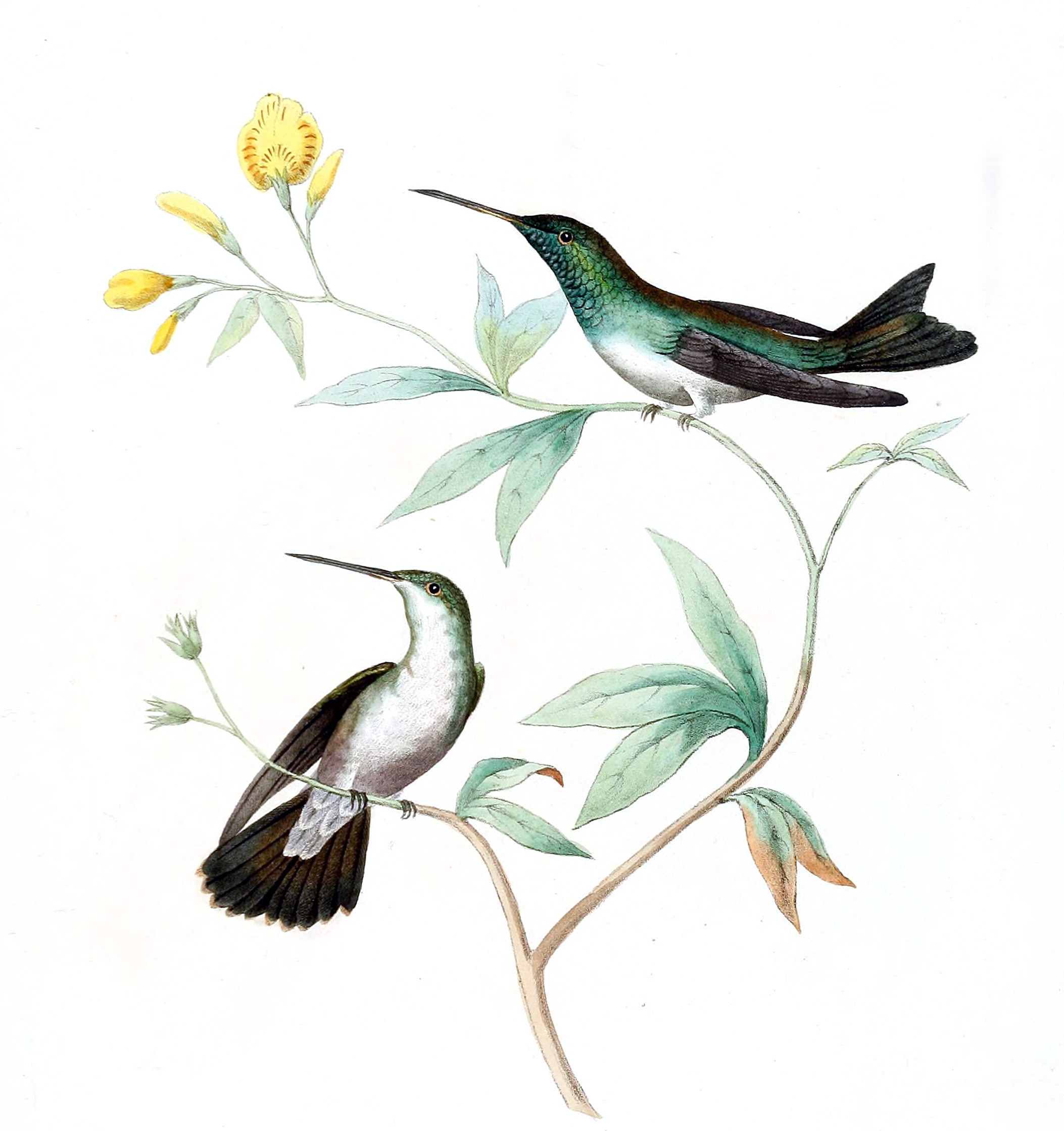
Arinia Boucardi, oiseaux d'Amérique (lithographie pour Histoire naturelle des oiseaux-mouches.

- Étienne Mulsant et Édouard Verreaux, Histoire naturelle des oiseaux-mouches, ou colibris constituant la famille des trochilidés, lithographies de Jean-Marie Fugère, au bureau de la Société Linnéenne, Lyon, 1861.
- Laurent Mourguet, Théâtre lyonnais de Guignol, vingt-deux eaux-fortes originales (dont frontispice) de Jean-Marie Fugère, N. Scheuring, Lyon, deux volumes, 1865 et 1870.
- Edmond-Denis de Manne et Charles Ménétrier, Galerie historique de la Comédie française pour servir de complément à la troupe de Talma depuis le commencement du siècle jusqu'à l'année 1853, portraits (notamment Mademoiselle Anaïs, Pierre-François Beauvallet, Mademoiselle George, Pierre Mathieu Ligier, Joseph Samson) gravés à l'eau-forte par Jean-Marie Feugère, N. Scheuring, Lyon, 1876.
- Edmond-Denis de Manne et Charles Ménétrier, Galerie historique des acteurs français, mimes et paradistes qui se sont rendus célèbres dans les annales des scènes secondaires depuis 1760 jusqu'à nos jours pour servir de complément à la troupe de Nicolet, portraits (notamment Pierre-Frédéric Achard, Madame Albert, Étienne Arnal, Beaunoir, Bocage, Hugues Bouffé, Félix Cellerier, Rose Chéri, Charles de Chilly, Jenny Colon, Virginie Déjazet, Aimée-Olympe Desclée, Marie Dorval, Adèle Dupuis, Léontine Fay, Pierre-Chéri Lafont, Frédérick Lemaître, Mademoiselle Malaga, Étienne Mélingue, Numa, Pierre-Jacques Seveste, Jenny Vertpré) gravés à l'eau-forte par Jean-Marie Feugère, N. Scheuring, Lyon, 1877 (consultation gallica en ligne).
- Lucien Bégule et Marie-Claude Guigues, Monographie de la cathédrale de Lyon, gravure La cathédrale par Jean-Marie Fugère, imprimerie de Mougin-Rusand, 1880.

Portraits de comédiens gravés par Jean-Marie Fugère
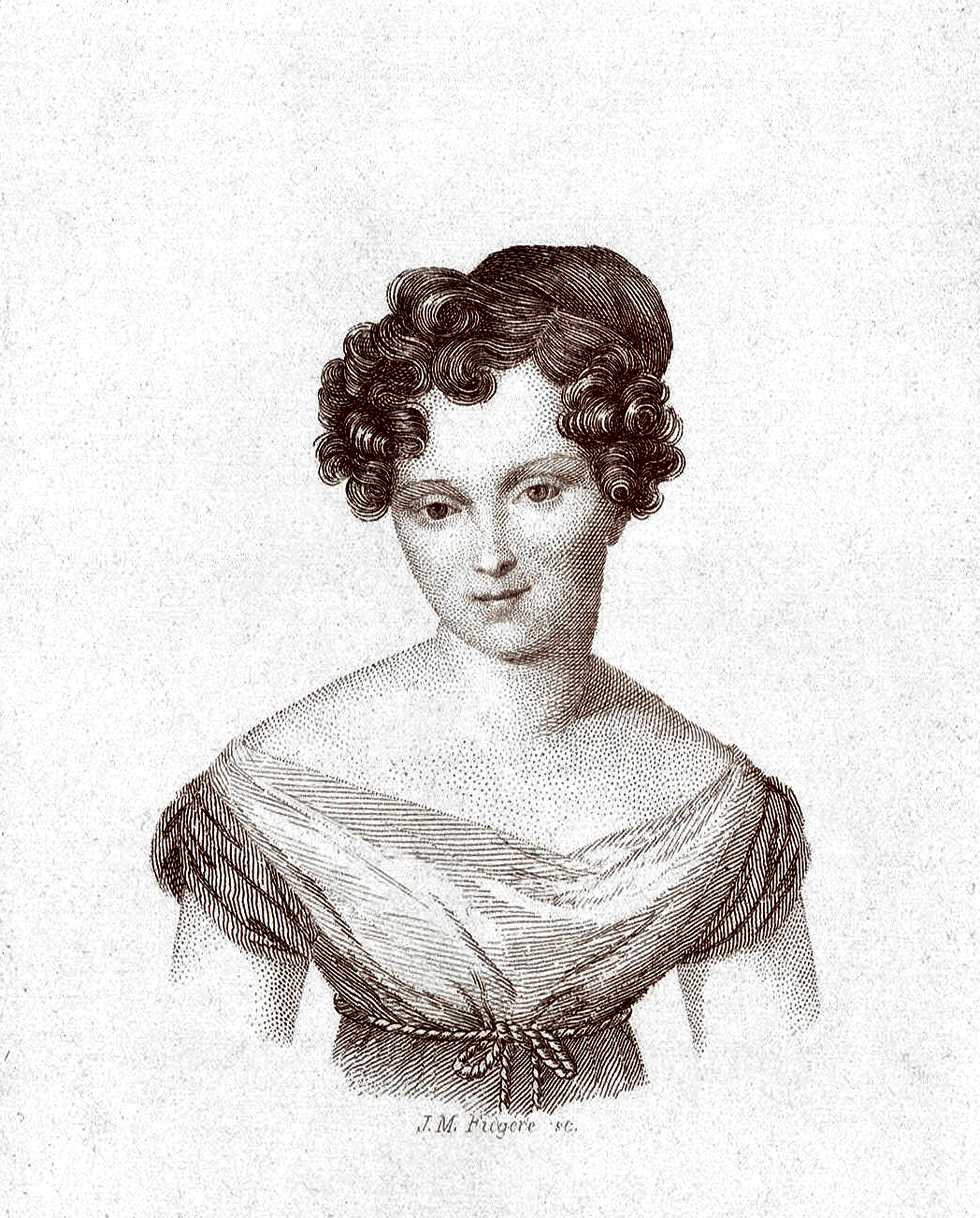
Mademoiselle Anaïs
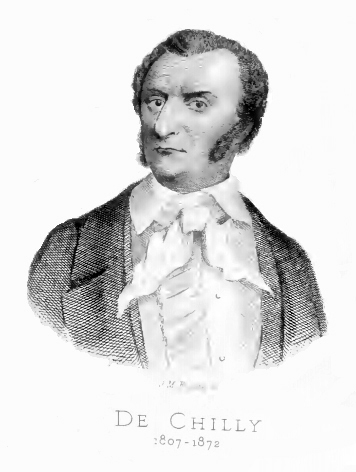
Charles de Chilly
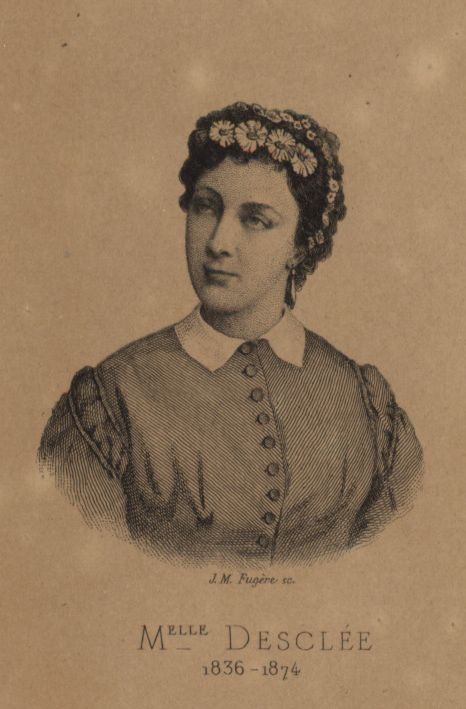
Aimée-Olympe Desclée

## Réception critique
« Outre les très nombreuses planches qu'il grava pour Perrin, on lui doit une caricature et un portrait de son patron, un portrait d'Adélaïde Perrin et surtout le dessin et la gravure d'ornements typographiques (lettrines, bandeaux, fleurons). Parmi ses plus belles réalisations, figurent les planches des Inscriptions antiques, l'encadrement de la Généalogie de la Maison royale de Savoie de 1855 et les nombreux portraits de comédiens gravés pour les ouvrages de Manne. Fugère avait acquis une véritable maîtrise dans la reproduction des lettres autographes dont Perrin parsemait ses éditions historiques. »

— Laurent Guillo

## Collections publiques

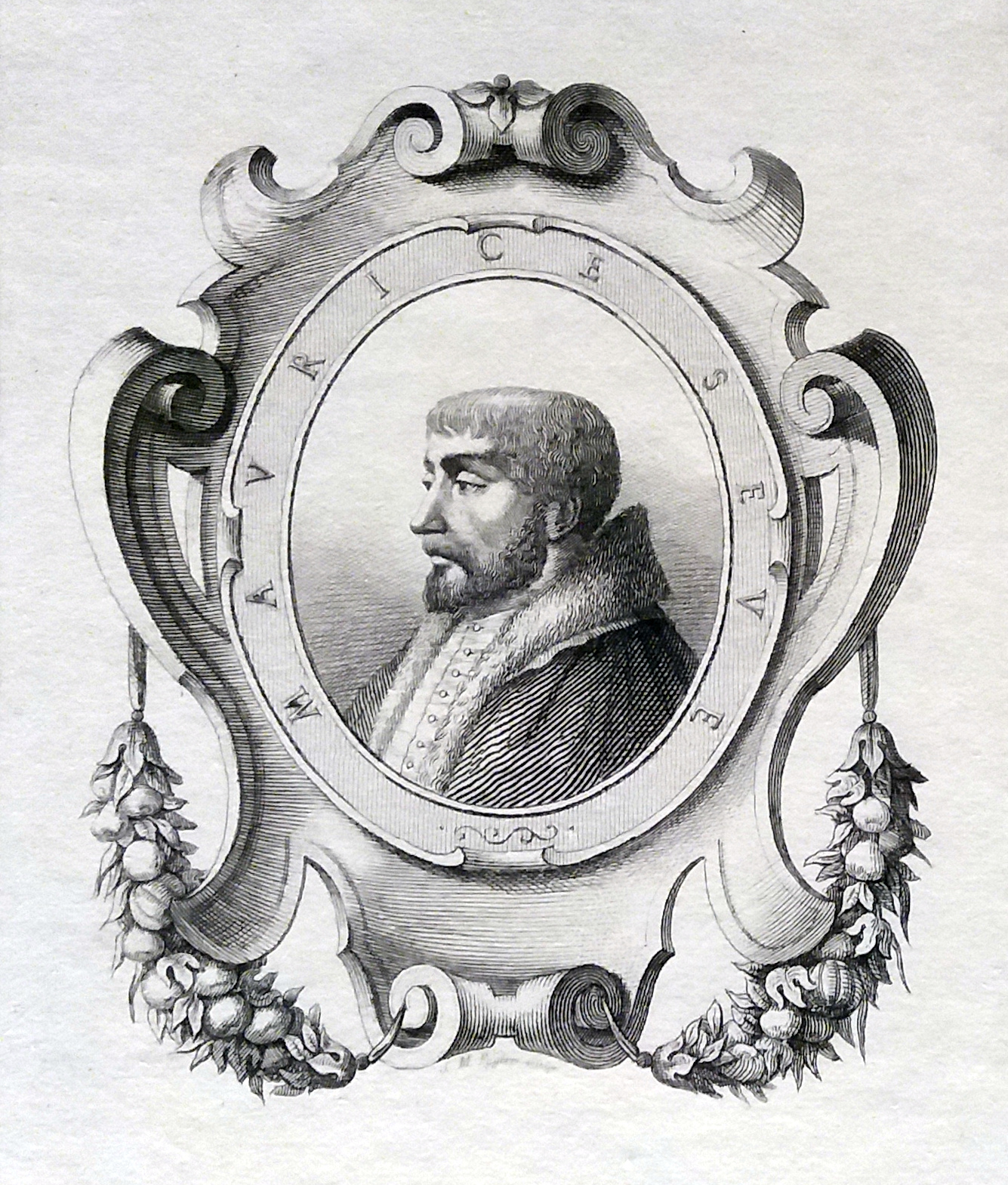
Jean-Marie Fugère, Maurice Scève.

### Belgique
- Université libre de Bruxelles, Galerie historique des acteurs français.

### France

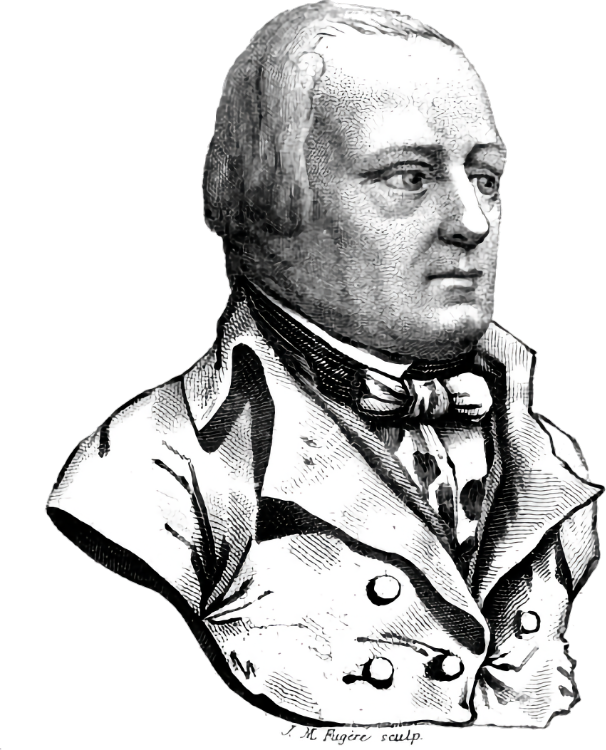
Jean-Marie Fugère, Pierre Schneyder.

- Médiathèque Élisabeth et Roger Vailland, Bourg-en-Bresse, Vue d'ensemble du noviciat Saint-Joseph de Bourg-en-Bresse.[Jean-Marie Fugère dans les collections]
- Musée Promenade de Marly-le-Roi-Louveciennes, portraits gravés de comédiens.
- Bibliothèque municipale de Lyon, Galerie historique des acteurs français.
- Musées Gadagne, Lyon, Maurice Scève, eau-forte.
- Bibliothèque Mazarine, Paris, Galerie historique de la Comédie française, Galerie historique des acteurs français.
- Bibliothèque nationale de France, Paris.
- Bibliothèque de l'Institut national d'histoire de l'art, Galerie historique de la Comédie française.
- Musée d'Art et d'Histoire du judaïsme, Paris, Rébecca, Comédie française, 1847-1854 (portrait de Rébecca Félix), eau-forte, 1876[Jean-Marie Fugère dans les collections]
- Théâtrothèque Gaston Baty, Paris, Galerie historique de la Comédie française, Galerie historique des acteurs français.

### Royaume-Uni
- London Library, Londres, Galerie historique des acteurs français.
- Université d'Oxford, Pierre Schneyder, eau-forte.